# Providence Equity Partners
Providence Equity Partners LLC es una sociedad de inversión estadounidense global de capital privado centrada en inversiones en medios de comunicación, educación e información. La firma se especializa en transacciones de compra apalancada, así como en inversiones de capital de expansión y ha invertido en más de 140 empresas a nivel mundial desde su creación en 1989.
La empresa administra fondos con más de $45 mil millones en compromisos, lo que la convierte en un gran actor global en la industria de capital privado. La firma también invirtió en fondos de crédito a través de su grupo y filial Capital Markets, Benefit Street Partners. Benefit Street Partners cerró con un fondo de préstamos directos del mercado intermedio de $1.75 mil millones en abril de 2014. Providence vendió Benefit Street Partners en 2018. Providence fue uno de los principales pioneros de un enfoque sectorial para la inversión de capital privado. El sexto fondo de la empresa, Providence Equity Partners VI, cerró con $12 mil millones en 2007, lo que lo convierte en el mayor fondo de capital privado centrado en el sector que se haya recaudado.
Providence tiene su sede en Providence, Rhode Island, con cinco oficinas adicionales en Nueva York, Londres, Hong Kong, Pekín y Nueva Delhi.

## Historia
Providence está dirigida por el fundador y CEO Jonathan M. Nelson. Paul J. Salem se desempeña como Director Gerente Senior Emérito. La empresa recauda fondos de inversión de una amplia gama de inversores institucionales, incluidos fondos de pensiones, fondos patrimoniales, fondos soberanos, instituciones financieras, compañías de seguros, fondos de fondos y personas de alto patrimonio.
Providence se asocia con empresas en diferentes etapas de su desarrollo, desde capital de crecimiento y recapitalizaciones complejas de empresas familiares hasta grandes compras y adquisiciones privadas. La empresa apunta a inversiones de capital de $150 millones a $800 millones y puede emplear una variedad de estructuras financieras. Providence prefiere liderar sus inversiones, servir en los directorios de la compañía y trabajar en colaboración con la gerencia de la compañía.
En 2008, Providence contrató a Thomas Gahan como presidente del nuevo grupo de mercados de capitales de la firma. Antes de unirse a Providence, el Sr. Gahan fue jefe de banca corporativa y de inversión de Deutsche Bank en las Américas y director ejecutivo de Deutsche Bank Securities. La plataforma de crédito se vendió a Franklin Templeton Investments en octubre de 2018.
Las inversiones de Providence han incluido AutoTrader.com Group, Blackboard Inc., Conversica, eircom, Hulu, Kabel Deutschland, MLS Media, NEW Asurion, Bluestone Television, Newport Television, Univision, VoiceStream (ahora T-Mobile US), Warner Music Group, Western Wireless, y World Triathlon Corporation (Ironman), YES Network, ZeniMax Media y TopGolf.
Desde 2010, las inversiones significativas de la firma incluyen RentPath, Ambassador Theatre Group, Miller Heiman, Learfield Communications, The Chernin Group, GLM, UFO Moviez, Study Group y Abacus Data Systems. Las salidas recientes de Providence por venta o IPO incluyen iQivi, Hulu, YES Network, Decision Recourses, MobileServ (Phones 4U), Bresnan Communications y Kabel Deutschland. En marzo de 2013, Providence y la National Football League formaron una asociación global para invertir principalmente en activos de medios de comunicación relacionados con deportes y entretenimiento.
En septiembre de 2012, Providence vendió una participación de menos del 10% en la empresa al sistema estatal de pensiones de Florida y a un fondo soberano de riqueza.
En febrero de 2015, la participación de $800 millones de Providence en el inspector de seguridad Altegrity fue eliminada cuando la compañía de seguridad fue acusada de fraude y se declaró en bancarrota. Esto siguió a una serie de otras pérdidas costosas que Providence atribuyó a las inversiones fuera de su experiencia realizada durante el pico del auge del capital privado de 2007 y 2008.
En marzo de 2017, Modern Times Group vendió sus negocios de telecomunicaciones en los países bálticos a Providence Equity Partners. En octubre de 2017, se completó la transacción. Las compañías recién adquiridas se unieron y operan bajo el nombre de All Media Baltics.
En 2017, Florentino Pérez negoció con Providence la venta de los derechos de imagen en internet del Real Madrid por diez años. 
En abril de 2019, MasMovil acordó recomprar su bono convertible de Providence Equity. Providence sigue siendo accionista de la empresa.
En septiembre de 2019, Providence Strategic Growth recaudó $2 mil millones para su cuarto fondo.
En 2023, una serie de congloremados accionariales fueron adquiridos por Providence, quedando así con la participación de más del 90% de los festivales de música más grandes en España. 

## Asesores sénior
Los asesores principales que trabajan con la empresa en nuevas oportunidades de inversión y algunas de las inversiones existentes de la empresa incluyen:
- Tony Ball
- Peter Chernin
- Richard D. Parsons